# Alfons Dalma

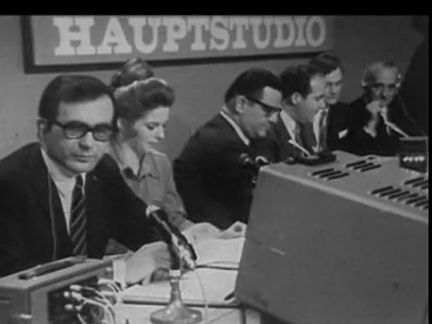
Alfons Dalma (dritter von links) bei der TV-Berichterstattung des ORF zur Nationalratswahl 1970. Links: Alfred Payrleitner.

Alfons Dalma, eigentlich Stjepan „Stipe“ Tomičić (* 26. Mai 1919 in Otočac, Königreich der Serben, Kroaten und Slowenen; † 28. Juli 1999 in Wien, Österreich), gelegentlich auch Stefan Tomicic geschrieben, war ein kroatisch-österreichischer Journalist, Propagandist und Diplomat des Ustascha-Regimes.

## Leben
Tomičić wurde von den Dominikanern katholisch erzogen, studierte Politik in Zagreb und Paris.
1941 bis 1943 war er Redakteur von Hrvatski Narod, dem Hauptorgan der faschistischen Ustascha in Zagreb. Außerdem schrieb er für die Ustascha-Illustrierte Pokret. 1944 ging er als Presseattaché des Ustascha-Staates nach Berlin und nach Wien. Das faschistische Regime verlieh ihm zwei Orden; einen davon erhielt er von Ante Pavelić persönlich überreicht.
Trotz seiner faschistischen Karriere stellte ihn Gustav Canaval 1945 als  stellvertretenden Chefredakteur der neu gegründeten Tageszeitung Salzburger Nachrichten ein. 1946 wurde Dalma österreichischer Staatsbürger. Im Frühjahr 1950 war er für die Veröffentlichung der von Mussolini als Pontinische und sardische Gedanken betitelten Aufzeichnungen unter dem Titel „Mussolinis Tagebuch“ verantwortlich, die in acht aufeinander folgenden Teilen erschienen. Dalma blieb bis 1952 bei den SN.
Von 1953 bis 1962 arbeitete er beim Münchner Merkur. Er hatte einen Lehrauftrag an der Hochschule für Politik München und veröffentlichte auch in der Wiener Tageszeitung Die Presse, dem Bayernkurier sowie der Zeitschrift Wehrkunde.
1967 holte ihn der neue Generalintendant des ORF, Gerd Bacher, als Chefredakteur zum staatlichen Österreichischen Rundfunk. Dalma wurde 1969 mit dem Dr.-Karl-Renner-Publizistikpreis ausgezeichnet.  1974, als die erste Bacher-Ära beim ORF aus politischen Gründen beendet wurde, ging Dalma bis 1986 für den ORF als Rom-Korrespondent nach Italien. Er übersetzte außerdem einige der Don-Camillo-Bücher von Giovanni Guareschi in die deutsche Sprache.
1988/89 erhielt Dalma den René-Marcic-Preis, benannt nach dem ehemaligen Herausgeber der Salzburger Nachrichten und Rechtsphilosophen, der im gleichen Jahr wie Dalma geboren wurde und ebenfalls in Jugoslawien aufgewachsen war.
Alfons Dalma, zuletzt mit Gerd Bachers zweiter Frau, Inge Bacher-Dalma verheiratet, wurde auf dem Grinzinger Friedhof (Gruppe 9, Reihe 5, Nummer 1) bestattet.

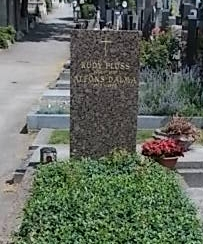
Grabstätte von Alfons Dalma

## Kritik
Dalmas frühe journalistische Karriere für Propagandablätter des faschistischen Ustascha-Regimes (etwa deren Zentralorgan Hrvatski Narod) war immer wieder Gegenstand von Kritik. Diese soll auch zu seiner Absetzung als ORF-Chefredakteur im Jahr 1974 geführt haben.

## Veröffentlichungen
- Hintergründe der Berlin-Krise, Condor-Verlag, Karlsruhe 1962
- De Gaulle, die Deutschen, Europa, Condor-Verlag, Karlsruhe 1962
- Geburtsstätten Mitteleuropas. Eine Dokumentation, TR-Verlags-Union, München 1993